# Bessel (Mondkrater)
Bessel ist ein kleiner Einschlagkrater in der Südhälfte des Mare Serenitatis, nordnordöstlich des Kraters Menelaus. Ungeachtet seiner geringen Größe ist er der einzige Krater, der vollständig innerhalb des Mare liegt. Namengeber ist der Astronom Friedrich Wilhelm Bessel. Er befindet sich im oberen Bereich der Mondscheibe als einziger Mondkrater vollständig im Mare Serenitatis und wird von einem aufgehellten Streifen eines anderen Einschlags durchquert.
Der kreisrunde, schüsselförmige Krater weist an seinem Rand eine höhere Albedo auf als die umgebende Mondoberfläche. Der Rand zeigt keine bemerkenswerten Erosionsspuren, und auch das Kraterinnere besitzt, abgesehen von einigen abgerutschten Schutthalden, keine auffälligen Merkmale. Auf Grund seiner geringen Ausmaße konnten sich bei Bessel auch die bei größeren Kratern häufigen Terrassen nicht entwickeln.
Auf der westlichen Flanke wird Bessel von einer großen Strahlenstruktur passiert, die von Nord nach Süd über die Oberfläche des Mare verläuft und offensichtlich von Tycho ausgeht.
| Buchstabe | Position           | Durchmesser | Link |
| --------- | ------------------ | ----------- | ---- |
| D         | 27,33° N, 19,85° O | 5 km        |      |
| F         | 21,25° N, 13,83° O | 630 m       |      |
| G         | 21,13° N, 14,73° O | 1 km        |      |
| H         | 25,68° N, 19,99° O | 4 km        |      |

Folgende Satellitenkrater von Bessel haben zwischenzeitlich durch die Internationale Astronomische Union (IAU) einen eigenen Namen zugewiesen bekommen:
- Bessel A – siehe Krater Sarabhai.
- Bessel E – siehe Krater Bobillier.